# Hentzia grenada
Hentzia grenada är en spindelart som först beskrevs av George William Peckham och Elizabeth Maria Gifford Peckham 1894.  Hentzia grenada ingår i släktet Hentzia och familjen hoppspindlar. Inga underarter finns listade i Catalogue of Life.